# Administración de Ferrocarriles del Estado

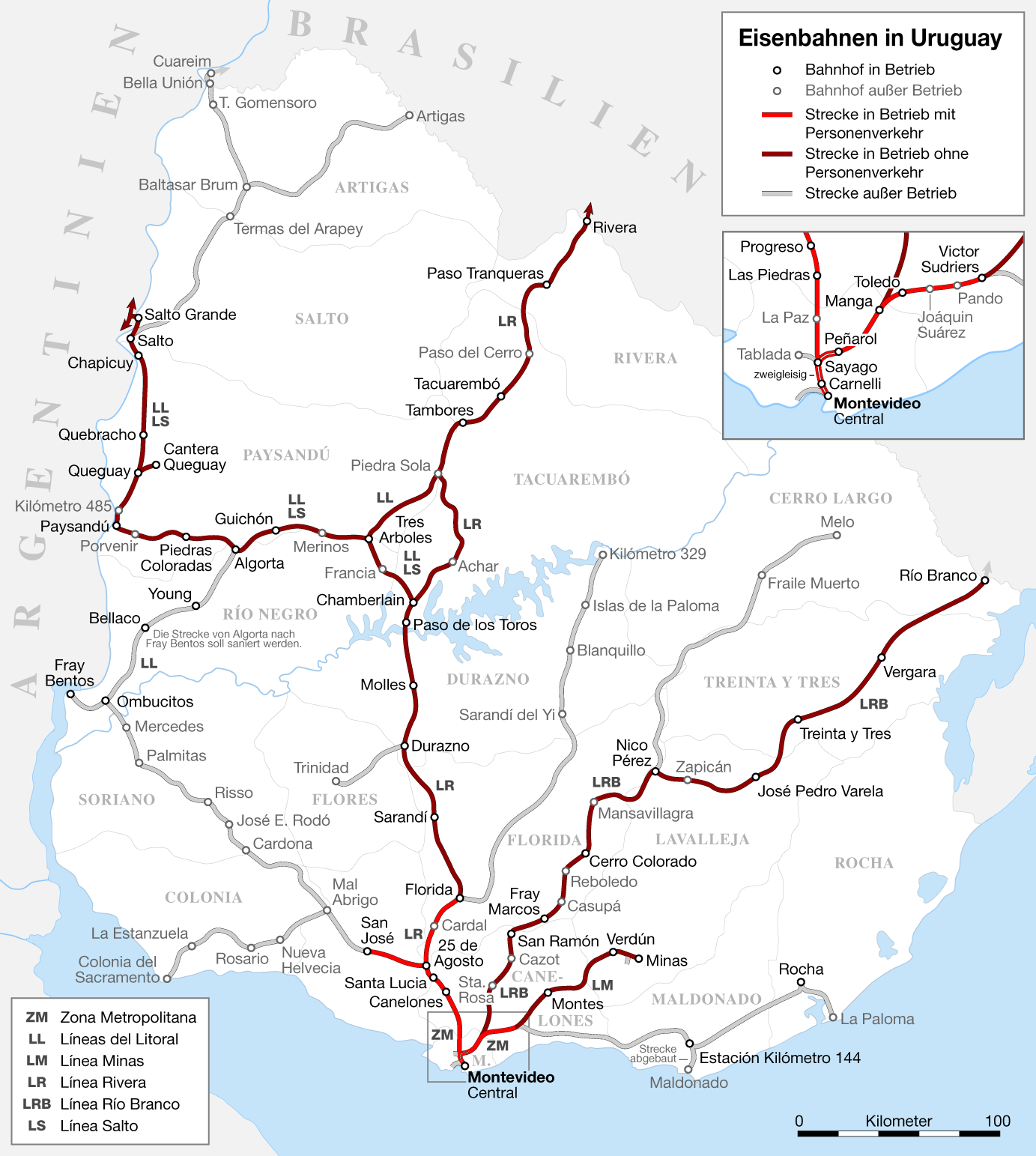
Streckennetz der AFE mit Angaben zum Personenverkehr von 2010. Aktuelle Situation siehe Text des Artikels.

Die Administración de Ferrocarriles del Estado (AFE), zu Deutsch Verwaltung der Staatseisenbahnen, ist die staatliche Eisenbahngesellschaft Uruguays. Die im Jahre 1952 nach der Verstaatlichung aller Eisenbahngesellschaften entstandene AFE betreibt Schienenverkehr im südamerikanischen Uruguay. Dieser beschränkt sich, abgesehen von einem Regionalzug, nahezu ausschließlich auf den Güterverkehr. Im Mai 2022 wurde einzig die Strecke Tacuarembó–Rivera im Personenverkehr betrieben,

## Geschichte

### Übersicht
Die erste Eisenbahnstrecke Uruguays war bereits am 1. Januar 1869 zwischen den beiden Bahnhöfen Las Piedras und Bella Vista, dem heutigen Bahnhof Lorenzo Carnelli eröffnet worden. Im Jahre 1871 wurde die Strecke dann bis nach Montevideo verlängert.

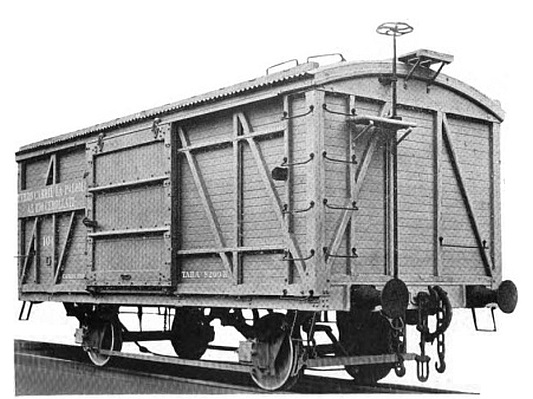
In den 1920ern ließ die FTE ihre Güterwagen im brasilianischen Werk der Middletown Car Company bauen

Die allererste vom Staat gebaute und betriebene Bahn war die 1915 eröffnete 46,5 km lange Strecke von Durazno nach Trinidad. 1919 wurden die ersten Staatsbahnen Administración de Ferrocarriles y Tranvías del Estado (FTE) gegründet. Sie übernahmen die in finanzielle Schwierigkeiten geratenen Gesellschaften Uruguay Railway Company und Uruguay East Coast Railway. Die Strecken wurden ausgebaut und später kamen einige weitere kleinere Strecken dazu. Letztendlich waren es alles Inselbetriebe, die aber alle über das Netz der privaten Central Uruguay Railway miteinander verbunden waren.
1936 verfügten die Staatsbahnen über 25 Dampflokomotiven, 10 Dampftriebwagen, 46 Personen- und Gepäckwagen, sowie 593 Güterwagen. Um 1950 erreichten alle Strecken der Staatsbahnen zusammen eine Länge von 432 Kilometer.
Am 31. Dezember 1948 beschloss das uruguayische Parlament, ab dem 31. Januar 1949 alle privaten und staatlichen Eisenbahngesellschaften Uruguays zusammenzufassen und unter die Leitung des Verkehrsministeriums zu stellen. Nach und nach erfolgte die Verstaatlichung der privaten Eisenbahngesellschaften Central Uruguay Railway (CUR; Netzlänge 1574 Kilometer), Midland Uruguay Railway (Netzlänge 506 Kilometer), North Western of Uruguay Railway (182 Kilometer) und Uruguay Northern Railway (114 Kilometer), welche vorerst unter dem Namen Ferrocarril Central del Uruguay zusammengefasst wurden. Am 19. September 1952 wurde die Administración de Ferrocarriles del Estado, in der die bisherigen staatlichen Eisen- und Straßenbahnen, wie z. B. die Uruguay Eastern Railway und die Bahnstrecke von La Paloma nach Rocha, sowie die Ferrocarril Central de Uruguay aufgingen, gegründet. Die Bahn hatte damals über 9000 Angestellte.
Im Jahre 1963 beendete die AFE offiziell den Dampflokomotivbetrieb in Uruguay, nachdem 25 Diesellokomotiven von Alsthom importiert und in Betrieb genommen wurden. Im Jahre 1939 war ein Dutzend Dieseltriebwagen des ungarischen Unternehmens Ganz für den Personenverkehr in Betrieb gegangen. Dennoch kam es aufgrund der geringen Wartung der neuen Dieselloks und der dadurch nicht ausbleibenden Schäden immer wieder zum vorübergehenden Einsatz von Dampflokomotiven.
Nach der Redemokratisierung Uruguays im Jahr 1985 beauftragte die AFE das Konsortium Ferroplán mit einer Studie zur Zukunft des Schienenverkehrs in Uruguay. Ferroplán erarbeitete insgesamt fünf Alternativen, die von einer Beibehaltung des damaligen Netzes von gut 3000 Kilometern bis zu einer starken Schrumpfung auf etwa 500 Kilometer reichten. Dennoch erarbeitete das uruguayische Verkehrsministerium eine Alternativstudie, welche die Unrentabilität des gesamten Schienennetzes ergab und – gemäß den Ratschlägen der Weltbank, eine komplette Einstellung des Betriebes vorsah. Im Jahre 1988 wurde der gesamte Personen- und Stückgutverkehr eingestellt, die AFE betrieb von nun an nur noch Güterverkehr. Ein Großteil des Wagenparks war damals sehr heruntergekommen und wurde verschrottet.
In den neunziger Jahren betrieb die AFE immer wieder einzelne Verbindungen im Personenverkehr, die jedoch nach kurzer Zeit wieder eingestellt wurden. 1991 fuhren erste Sonderzüge in verschiedene Teile des Landes, ab 1993 wurde zwischen dem alten Hauptbahnhof Montevideos und 25 de Agosto der Regionalverkehr wieder aufgenommen, der ab 2007 über 25 de Agosto hinaus verlängert wurde. Personenzüge verkehrten auf folgenden Strecken. Die Bahnübergänge einiger Strecken wurden ab 2007 mit zugbedienten Schrankenanlagen versehen. Die Züge verkehrten mit 60 km/h und boten im Vergleich zu den Omnibussen kürzere Reisezeiten.
- Montevideo–La Paz–Canelones–Santa Lucia–25 de Agosto–Florida (132 km)
- Montevideo–La Paz–Canelones–Santa Lucia–25 de Agosto–San José (105 km)
- Montevideo – Sauce – Santa Rosa – San Ramón – Sudriers (36 km)[6]

Wochentags verkehrten insgesamt 8 Zugpaare, samstags hingegen nur 5 und sonntags lediglich ein Zugpaar nach 25 de Agosto. Eingesetzt wurden aufgearbeitete Uerdinger Schienenbusse, die erstmals in den blau-beigen Hausfarben der AFE lackiert wurden, Diesellokomotiven mit modernisierten Personenwagen sowie manche der bald 70 Jahre alten Brill-Dieseltriebwagen. Auch das bis dato marode Streckennetz wurde an den Strecken mit Personenverkehr an vielen Stellen instand gesetzt.
Der Personenverkehr der AFE wurde durch die Genossenschaften Cooperativa de Producción URUTREN und Internationalen Genossenschaft zur Förderung der Eisenbahnen Lateinamerikas (AIFFLA) unterstützt. Beide Genossenschaften wurden mit Spendengelder aus Europa finanziert. URUTREN versuchte fünf gebrauchten Dieseltriebwagen aus den Niederlanden zu kaufen und Personenverkehr auf eigene Rechnung durchzuführen. Das Projekt konnte nicht realisiert werden, da es nicht möglich war, einen Kredit für den Kauf der Fahrzeuge zu erhalten. URUTREN ist im Besitz von eines Schienenbusses, der aufgearbeitet werden soll und finanziert sich auch über die Reparatur von Diesellokomotiven der AFE.  AIFFLA beschäftigt sich vor allem mit Lobbyarbeit und arbeitet mit dem 2010 gegründeten Eisenbahnverkehrsunternehmen Cooperativa Trenes del Uruguay (TDU) zusammen, das versucht, Personen und Güterverkehr auf der bestehenden Infrastruktur anzubieten. Ein Projekt zum Kauf von US-amerikanischen Budd-Triebwagen für den Betrieb der Strecke Montevideo–Minas/San Carlos kam nicht zustande.
Im Jahr 2006 liefen Ausschreibungen zur Reprivatisierung des uruguayischen Streckennetzes, die jedoch fehlschlugen, sodass das Netz vorerst weiterhin im Besitz der AFE verblieb, bevor es an das staatliche Infrastrukturunternehmen Corporación Ferroviaria del Uruguay (CFU) überging, das es verwaltet und modernisiert. Die Gesetze verbieten die Privatisierung der Infrastruktur, hingegen wurde die Privatisierung des Güterverkehrs geplant.
Auf den 1. Juni 2012 wurde der Personenverkehr wieder eingestellt. Es verkehrten einzig noch zwei Züge pro Tag auf der Strecke Montevideo–25 de Agosto. Ab September 2013 verkehrten zwischen Montevideo und Las Piedras wieder täglich bis zu sieben Nahverkehrszugpaare mit gebraucht in Schweden gekauften Dieseltriebwagen der Baureihe Y1. Der Verkehr wurde 2014 bis Progreso verlängert.
2018 gelangte der Hauptbahnhof von Montevideo wieder in Staatsbesitz, nachdem er Ende der 1990er Jahre an eine Bank verkauft worden war. Ab September 2018 verkehrten wieder Personenzüge von Montevideo nach Victor Sudriers an der Strecke nach Minas und ab Dezember auch zwischen Tacuarembó und Rivera an der Grenze zu Brasilien. Alle Züge verkehrten mit in Schweden gekauften Triebwagen der Reihe Y1.
Im August 2017 wurde der Ausbau der 273 km langen Teilstrecke Montevideo–Paso de los Toros der Ferrocarril Central del Uruguay bekannt gegeben. Die Strecke ist für Güterzüge mit 22,5 t Achslast mit einer Höchstgeschwindigkeit von 80 km/h ausgelegt und dient hauptsächlich der Abfuhr der Produkte der Eukalyptus-Zellstofffabrik in Paso de los Toros. Die Fabrik wurde von der finnischen UPM errichtet und nahm 2023 den Betrieb auf. Im Juni 2019 wurden alle einsatzfähigen Y1-Triebwagen von den Werkstätte in Peñarol nach Paso de los Toros überführt, anschließend wurde der ganze Verkehr von Montevideo nach 25 de Agosto und Victor Sudriers eingestellt. Während der Totalschließung wurden von 2021 bis 2023 auf der Teilstrecke verschweißte Gleise verlegt, Bahnübergänge und Sicherungsanlagen ersetzt. Die Gleisarbeiten wurden am 20. November 2023 abgeschlossen.

### Montevideo Estación Central General Artigas

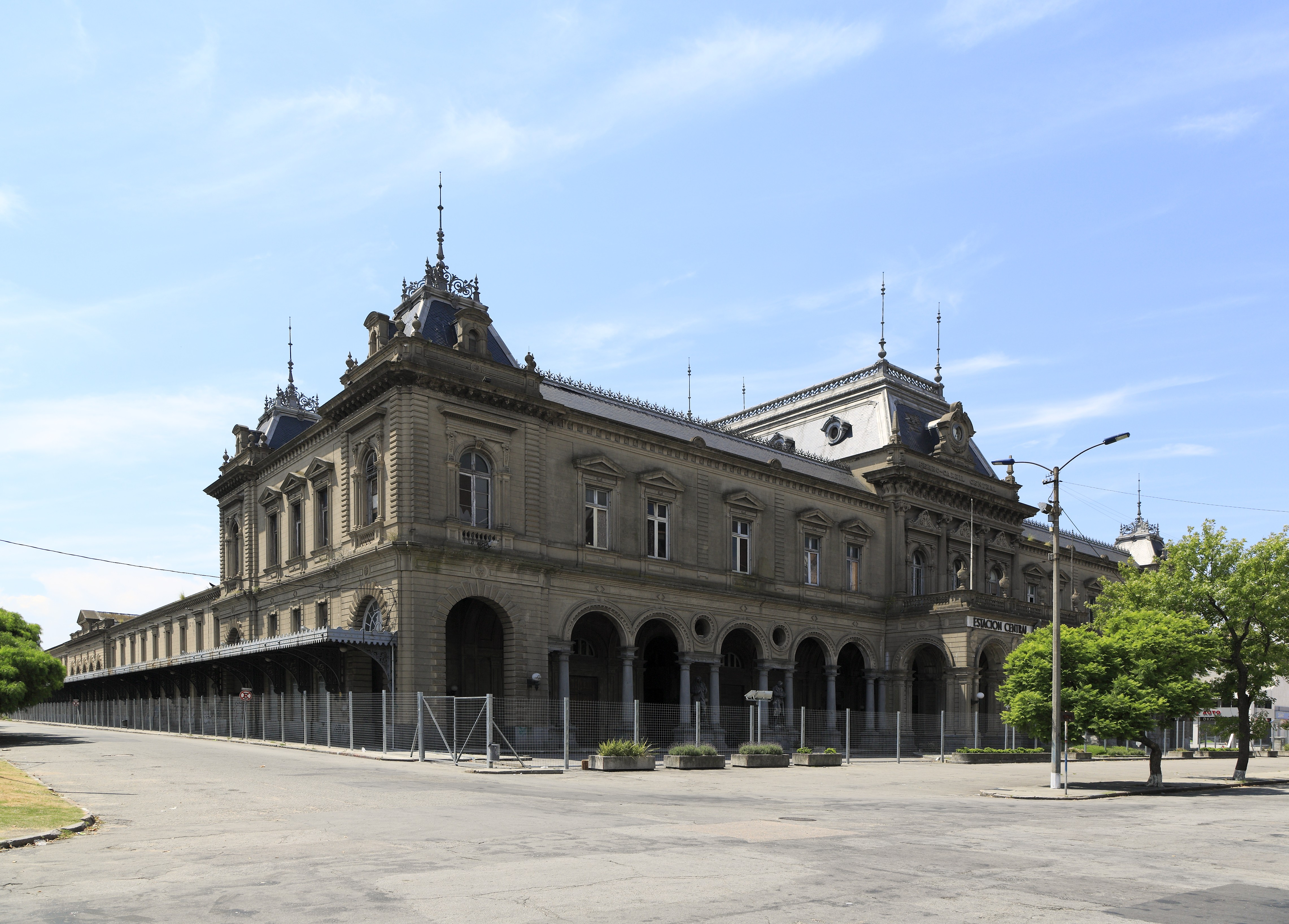
Die alte, heute leerstehende Montevideo Estación Central General Artigas

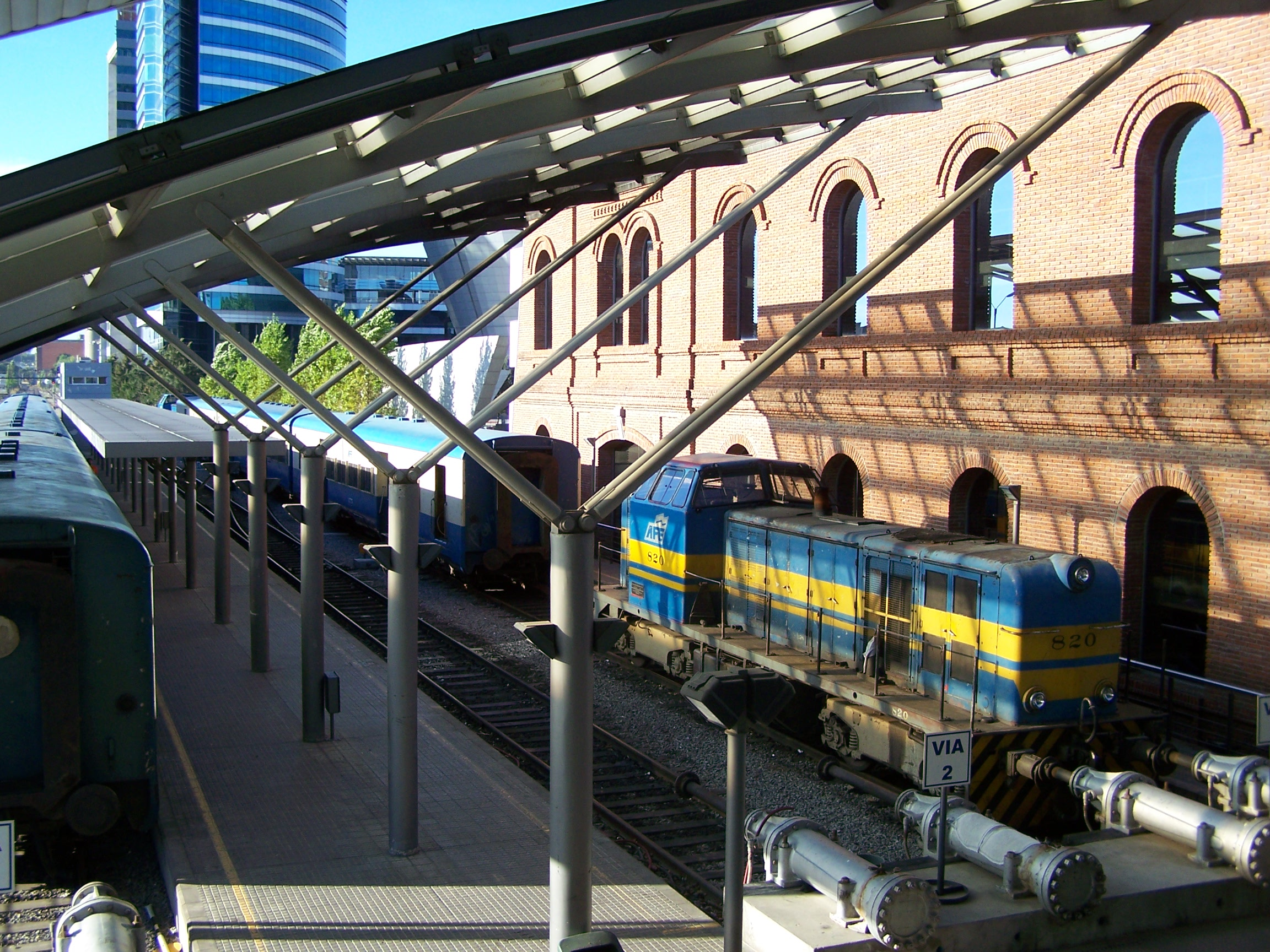
Der neue Hauptbahnhof Montevideos

Die Estación Central General Artigas befindet sich am nördlichen Rande des Zentrums. Das Bahnhofsgebäude wurde Ende des 19. Jahrhunderts nach Plänen des Architekten von Luis Andreoni gebaut.
Auch zwischen 1988 und 1993, als alle Personenzüge eingestellt wurden, nutzte die AFE den Bahnhof für die Verwaltung und als Güterterminal weiterhin. 1998 verkaufte der Staat den Bahnhof an eine Bank. Für den Personenverkehr wurde in 500 Meter Entfernung ein einfacher Bahnhof errichtet. Der Nueva Terminal genannte Bahnhof nahm den Betrieb 2003 auf. Der Güterbahnhof musste 2010 geschlossen werden. Ein Teil der AFE-Verwaltung ist in die Räumlichkeiten umgezogen, welche die Banco Hipotecario del Uruguay zur Verfügung stellt, der restliche Teil in AFE-eigene Büros nahe dem Ausbesserungswerk Peñarol.
Nach einem jahrelangen Rechtsstreit – der Verkauf des Bahnhofs an die Bank war illegal, gelangte der Bahnhof 2018 wieder in Staatsbesitz.
In Montevideo fand zum Tag des Denkmals im Oktober 2019 ein großes Eisenbahnfest statt, bei dem erstmals wieder ein Personenzug, wenn auch historisch mit Dampflok, bis in den alten Bahnhof gelangte. Zu dem Zeitpunkt war die Strecke der Ferrocarill Central zur Gleiserneuerung stillgelegt.

### Präsidenten (Auswahl)
Die AFE wurde in den letzten Jahren geleitet von den Präsidenten:
- Alejandro Orellano (2011 bis 2012)
- Jorge Setelich (2012 bis 2013)
- María del Carmen Melo (2013 bis 2015)
- Wilfredo Rodríguez (2015 bis 2018)
- Alfonso Lereté (2018 bis 2020)
- Miguel Vaczy (2020 bis 2021)
- José Pedro Pollak (2022 bis 2024)
- Silvana Sergio Sperati (seit 2024)

## Aktueller Verkehr

### Personenverkehr
Personenzüge verkehrten im Mai 2020 nur noch auf der Verbindung Tacuarembó–Rivera, wo die in Schweden gebraucht gekauften Dieseltriebwagen der Baureihe Y1 eingesetzt werden. Der gesamte Verkehr im Großraum Montevideo wurde aufgrund der Bauarbeiten für die  Ferrocarril Central im Sommer 2019 eingestellt, mit einer Wiederinbetriebnahme vor 2023 war nicht zu rechnen.
2019 beförderte die AFE noch 131 000 Fahrgäste – weniger als ein Drittel der 2006 beförderten 676 000 Fahrgäste, eine Zahl die, nie mehr erreicht werden sollte.

### Güterverkehr
Die Eisenbahn bewältigte trotz des schlecht ausgebauten Straßennetzes bis 2019 immer noch einen Teil des Güterverkehrs in Uruguay. Der Stückgutverkehr wurde 1988 eingestellt, aber Massengüter – hauptsächlich Holz und Soya, gelangten bis in den Sommer 2019 per Bahn an den Hafen von Montevideo, danach wurde die Strecke von Montevideo nach 25 de Agosto und Victor Sudriers  für den Ausbau der Ferrocarril Central unterbrochen. Im Mai 2022 verkehrten nur noch Güterzüge auf dem Streckenabschnitt Sayago, einem nördlichen Stadtviertel von Montevideo, nach Minas.
Neben Holz und Soya werden auch Container auf Flachwagen, Klinker, Treibstoff, Reis, Mais und Gerste transportiert. Das Transportvolumen lässt sich aufgrund fehlender Gleise kaum steigern. An kleineren Bahnhöfen fehlen auch Warenlager, Kräne für den Warenumschlag und Laderampen. Aufgrund des schlechten Streckenzustandes beträgt die Höchstgeschwindigkeit der Güterzüge 20 km/h, manchmal aber auch nur 10 km/h. Die Regierung der Frente Amplio hatte 2010 das Ziel, die Strecken so auszubauen, dass sie wieder mit 40 km/h befahren werden könnten, was teilweise auch umgesetzt wurde. Eine Leistungssteigerung wird durch die Inbetriebnahme der ausgebauten Ferrocarril Central erwartet, die für 2023 vorgesehen ist. Die Strecke Montevideo–Paso de los Toros soll dann mit Güterzügen bei einer Achslast von 22,5 t mit Geschwindigkeiten bis 80 km/h befahren werden.[veraltet]
Das Transportvolumen betrug 2004 noch 800 000 Tonnen, konnte aber auf Initiative der Frente Amplio bis 2009 auf 1,5 Mio. Tonnen angehoben werden – dies hauptsächlich aufgrund steigender Kraftstoffpreise, die den Eisenbahn- gegenüber dem LKW-Transport wieder konkurrenzfähig machte. 2014 war die AFE in einer Finanzkrise, die sie aus eigener Kraft nicht mehr überwinden konnte. Der Güterverkehr wurde in die Servicios Logísticos Ferroviarios (SELF) ausgegliedert, eine 2013 von der AFE und der staatlichen Eisenbahnverkehrsbehörde DNTF gegründete Gesellschaft. Sie transportierte 2017 noch 628 000 Tonnen. Nachdem der Verkehr aufgrund der Bauarbeiten an der Ferrocarril Central teilweise eingestellt worden war, wurden 2019 nur noch 282 000 t transportiert.

## Fahrzeuge

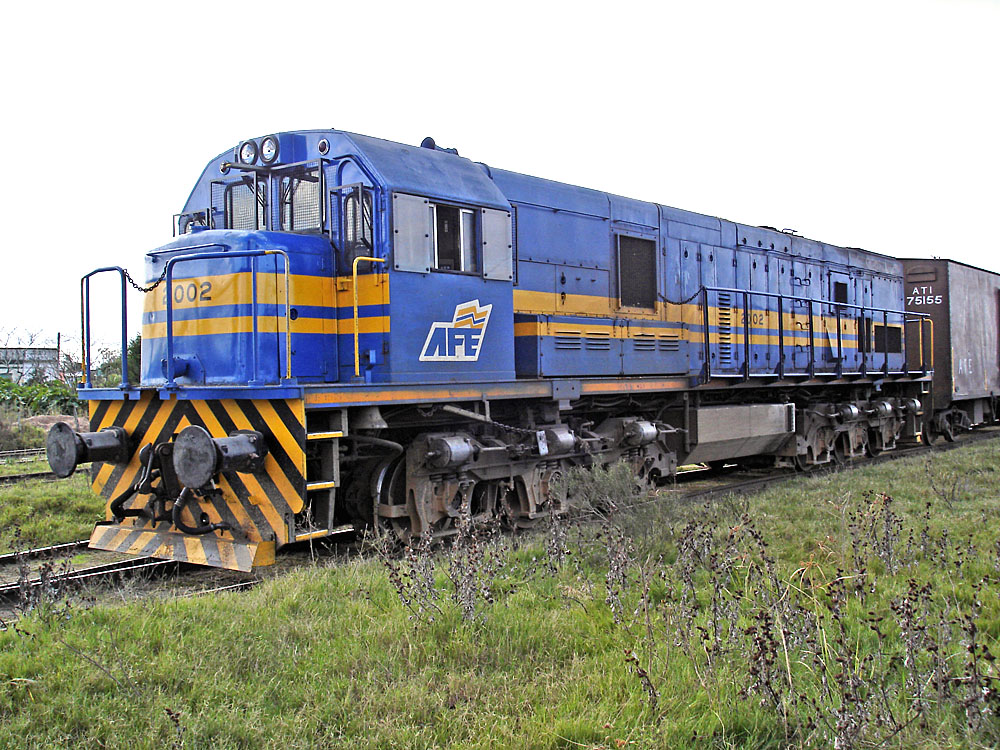
Diesellok der AFE im Bahnhof von Rio Branco

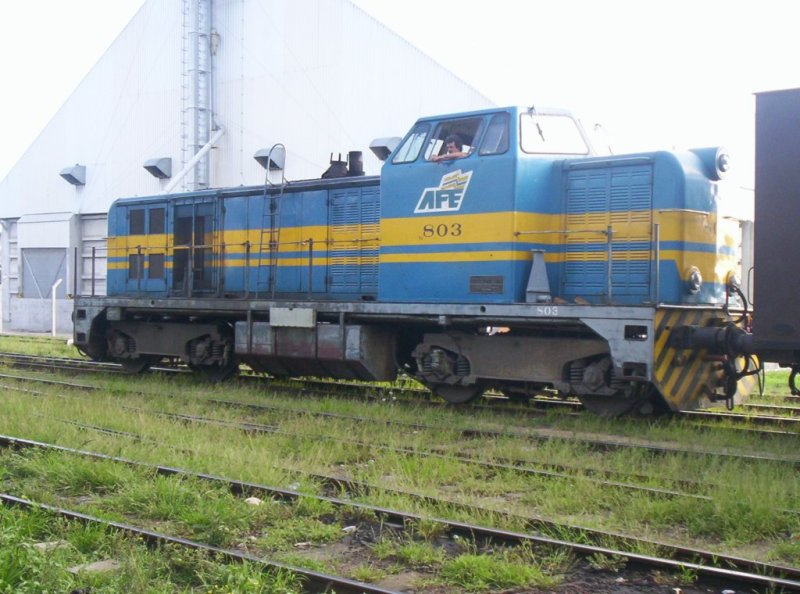
Diesellok Alsthom Nº 803 der AFE

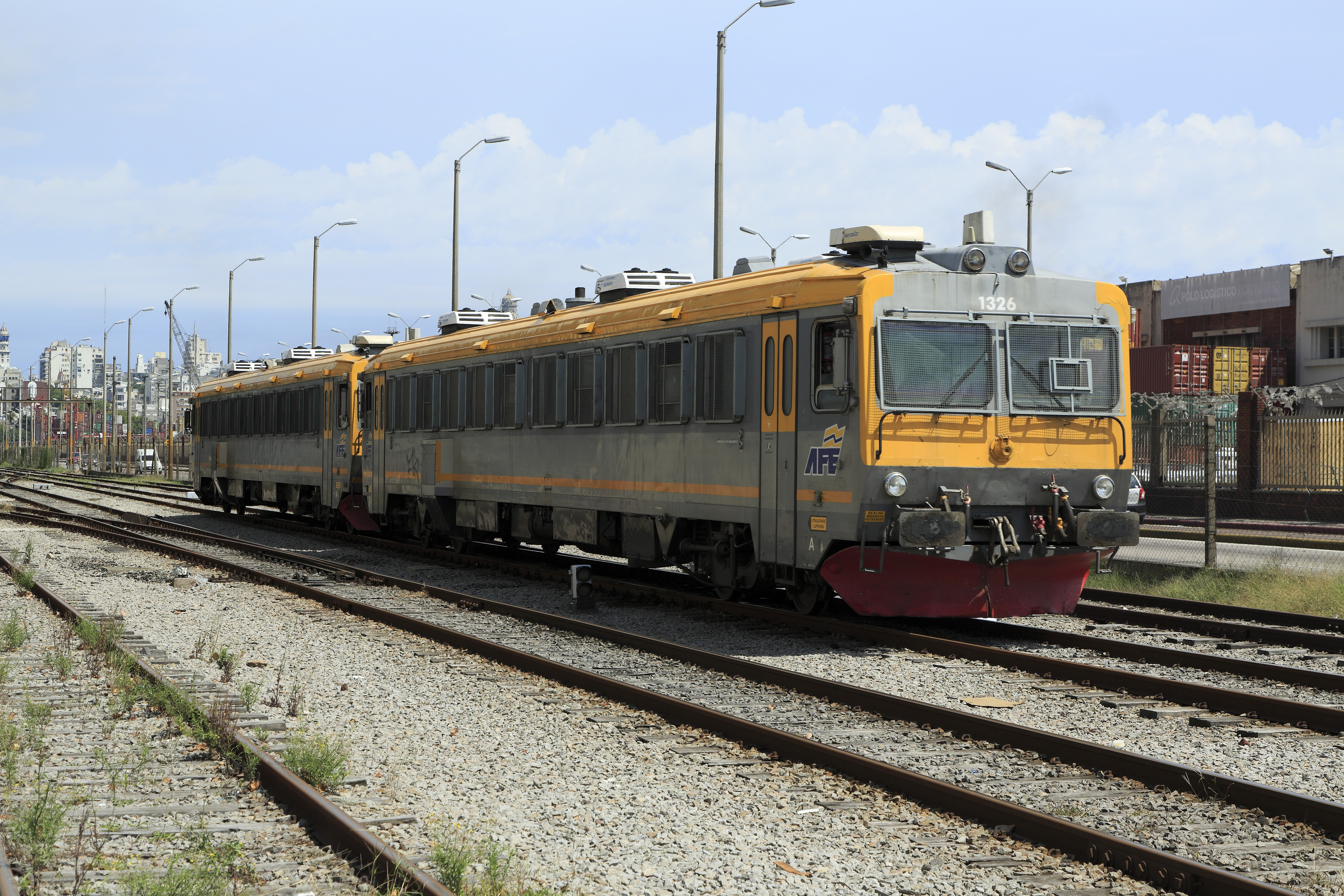
Dieseltriebwagen des Typs Y1 in Montevideo Nueva Terminal

Die AFE verfügt über einen Bestand an Diesellokomotiven und Triebwagen/Schienenbussen sowie Personen- und Güterwagen. Die meisten Triebwagen und die betriebsfähigen Schienenbusse tragen einen blau-beigen, die Diesellokomotiven einen blau-gelben Anstrich. Alle Triebwagen haben an der Front einen gelb-schwarzen Warnanstrich und die seitlichen Scheiben sind zum Schutz gegen Steinewerfer vergittert. In den 1970er Jahren setzte die AFE Triebwagen des US-amerikanischen Herstellers Brill ein, sowie die aus den 1930er Jahren stammenden Triebwagen des ungarischen Herstellers Ganz. In den 1950er Jahren wurden bei SGP in Österreich sieben dreiteilige Triebwagen ähnlich den ÖBB 5045 beschafft. In den Jahren 1980 bis 1982 wurden insgesamt 57 Uerdinger Schienenbusse der damaligen Deutschen Bundesbahn als Gebrauchtfahrzeuge angeschafft, bei denen die rote Bundesbahn-Lackierung beibehalten und lediglich mit einem gelb-schwarzen Warnanstrich an den Stirnseiten ergänzt wurde. 2010 bestanden die Züge entweder aus einer Diesellokomotive mit angehängten Personenwagen oder aus den letzten betriebsfähigen Triebwagen. Allerdings kam es aufgrund der geringen Wartung und der Überlastung der Fahrzeuge vor allem bei den größtenteils älteren Diesellokomotiven oft zu Reparaturen und dadurch bedingtem Lokmangel.
Im Personenverkehr wurden 2010 ein bis zwei der vier noch vorhandenen Brill-Triebwagen aus dem Jahr 1936 eingesetzt. Von den Uerdinger Schienenbussen waren noch zwei mit zwei Beiwagen im Bestand, wovon aber nur noch einer einsatzfähig war. Des Weiteren waren Personenwagen von Fiat Argentina aus den 1960er Jahren in den Zügen von Montevideo nach 25 de Agosto, Florida und San José im Einsatz. An Tagen mit besonders starker Nachfrage, meist samstags, wurden auch Züge aus Ganz-Mávag-Wagen mit dem Baujahr 1977 gebildet. Da keine passenden Ganz-Mávag Lokomotiven mehr einsatzfähig waren, wurden Diesellokomotiven mit Kuppelwagen eingesetzt. Diese hatten an einem Ende Seitenpuffer und Schraubenkupplung in europäischer Form, am anderen eine Janney-Mittelpufferkupplungen in US-amerikanischer Höhe. Dafür wurden mit einem Container beladene Flachwagen oder umgebaute Schlepptender von Dampflokomotiven verwendet. Während der Semana del Turismo im Herbst der Südhalbkugel wurden oft zahlreiche Extrazüge bis San Ramón, Cerro Colorado, Minas oder Durazno gefahren. Diese Fahrten erfreuten sich sehr großer Beliebtheit. 2013 wurden fünf gebrauchte Dieseltriebwagen der Baureihe Y1 in Schweden gekauft, weitere sieben folgten 2016. Sie trugen 2022 die Hauptlast des Personenverkehrs.

## Streckennetz
Das 3000 km lange Streckennetz dehnt sich von Montevideo fächerartig ins Hinterland aus. Es besteht aus 1174 km Bahnstrecken in Betrieb, 273 km in Bau und 1553 km stillgelegten Strecken (Stand 2020). Alle Strecken sind normalspurig.
Die folgenden Strecken waren im Mai 2022 aktiv:
- Bahnstrecke Sayago–Minas (Línea Minas) mit Zweigstrecke zur ANCAP-Zementfabrik bei Puma
- Bahnstrecke Paso de los Toros–Rivera. In Rivera besteht eine 5 km lange Bahnverbindung ins brasilianische Santana do Livramento in Regel- und Meterspur.[16]
- Bahnstrecke Toledo–Rio Branco (Línea Rio Branco)
- Bahnstrecke Chamberlain–Salto (Línea Litoral)

Die Regierung gab im Juni 2022 Pläne bekannt, den Infrastrukturbereich mit 120 der derzeit 400 Mitarbeitern aus der AFE auszugliedern und dem Uruguayischen Verkehrs- und Bauministerium zu unterstellen. Damit wäre AFE ein reines Eisenbahnverkehrsunternehmen.

## Streckenzustand

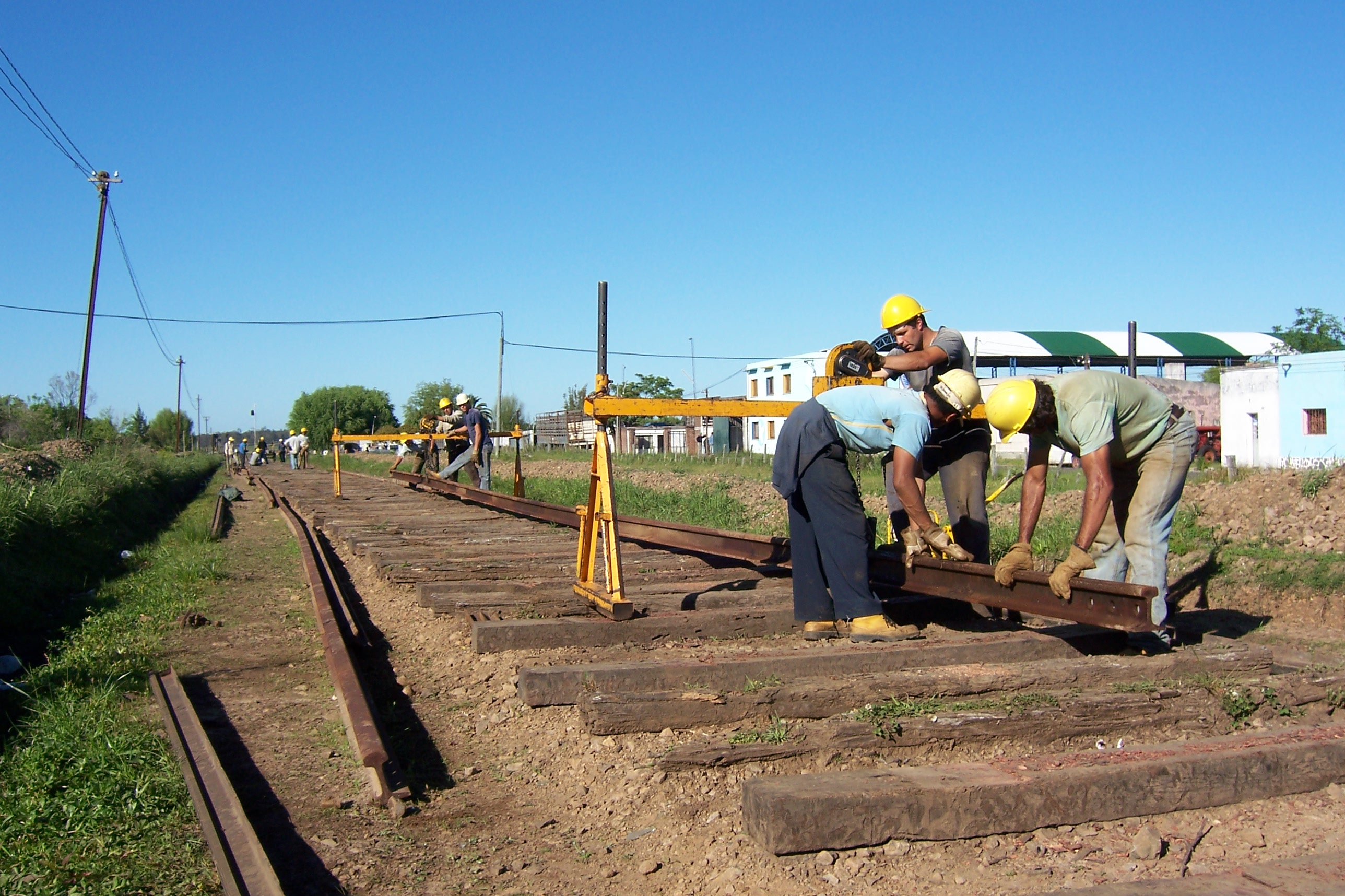
Instandsetzungsarbeiten in den 2000er Jahren. Man beachte die teils stark beschädigten Schwellen

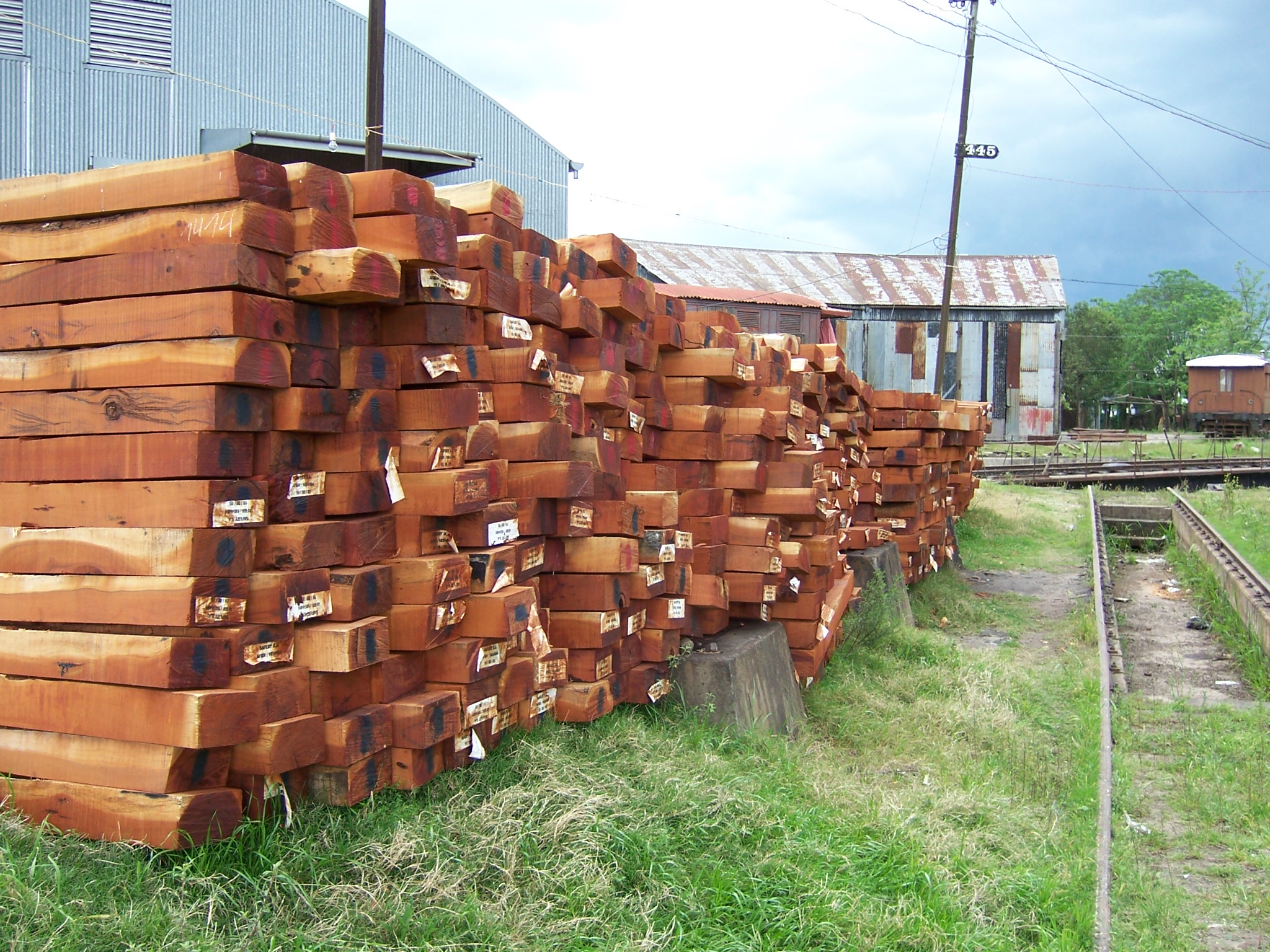
Neue Schwellen

Viele Strecken befinden sich in mittelmäßigem Zustand. Oft sind die Strecken starkem Bewuchs ausgesetzt und in der Instandhaltung in den letzten Jahren vernachlässigt worden. Zudem beschädigen oft Hochwasser Oberbau und Brücken. Die Empfangsgebäude der im Personenverkehr stillgelegten Strecken sind in einem sehr schlechten Zustand, viele Bahnhofsgleise werden nicht mehr benötigt. Allerdings wird das uruguayische Schienennetz seit einigen Jahren wieder stärker unterhalten und modernisiert.
Der bescheidene Plan für die zweite Regierungsperiode der Frente Amplio (2010–2015) sah vor, die Strecken so auszubauen, dass Güterzüge wieder mit 40 km/h verkehren können. Die AFE ließ deshalb 2010 mehrere Tausend Schwellen und 422 km Schienenprofile auf dem Abschnitt Pintado–Tres Arboles–Rivera auswechseln. Ursprünglich sollten die Arbeiten 2011 fertiggestellt sein, sie verzögerten sich aber aufgrund des schlechten Zustandes des Abschnittes Chamberlain–Tres Arboles und waren im September 2012 noch nicht abgeschlossen. Weitere 1000 Kilometer Schienen sollten ausgewechselt werden. Das dafür notwendigen Material stammte aus Russland und wurde zur Begleichung von Schulden aus Agrarlieferungen bereitgestellt, lag aber Jahrzehnte lang auf Halde. Für die Schwellen wurde Lapachoholz aus Paraguay verwendet, neue spiralförmige Nägel sollten verhindern, dass sie bei den von Zügen verursachte Bewegungen des Gleisrostes nicht herausgezogen werden.
Die AFE hatte für die Aufarbeitung des Schienennetzes 10 Schienentraktoren in Argentinien bei Materfer (Córdoba) erworben, von denen jeweils zwei zusammen verkehren. Diese dienen dem Transport der Bahnarbeiter und deren Werkzeugen und besitzen eine Luftkühlung, einen Dieselmotor von Deutz und eine Transportkapazität von bis zu 10 Bahnarbeitern.

## Privatbahnen
Jedes private Unternehmen darf in Uruguay das Eisenbahnnetz gegen Gebühr nutzen, wenn es eigene Fahrzeuge besitzt. Es gibt ein Infrastruktur-Dokument für das Netz, wie es auch von den Ländern der Europäischen Union verwendet wird. Als neue Eisenbahnunternehmen (EVU) wird DBCC erwartet, welche die Transporte vom Zellulosewerk von Paso de los Toros nach dem Hafen von Montevideo übernehmen wird. An dem EVU ist die Deutsche Bahn, das uruguayische Transportunternehmen Christophersen und das spanische Bauunternehmen Cointer beteiligt.  Es wird auch darüber nachgedacht, auf selten befahrenen Strecken wieder Touristenzüge einzusetzen.

## Betriebseinrichtungen
In der Nähe des neuen Hauptbahnhofes von Montevideo gibt es ein Bahnbetriebswerk mit einer kleinen Wagenhalle und einer Freiluft-Abstellanlage. Außerdem existiert im Bahnhof Sudriers ein kleines Bahnbetriebswerk. In Peñarol nördlich von Montevideo befindet sich das Güterwagenausbesserungswerk der AFE. Nahe dem Ausbesserungswerk Peñarol befinden sich seit der Gesamtstilllegung des alten Hauptbahnhofs auch ein Teil der AFE-Büros.
In vielen ehemaligen Personenbahnhöfen und in allen Bahnbetriebswerken existieren Drehscheiben am Ende von Stumpfgleisen, diese dienen dem Wenden der Dampflokomotiven und Brill-Triebwagen.